# Indiana Wizards
Gli Indiana Wizards sono stati una franchigia di pallacanestro della AABA, con sede a Indianapolis, nell'Indiana, attivi nella stagione 1978.
Terminarono il loro unico campionato con un record di 0-8. Scomparvero dopo il fallimento della lega.

## Stagioni
| Stagione | Lega | Denominazione   | V | P | %   | Piazzamento | Play-off |
| -------- | ---- | --------------- | - | - | --- | ----------- | -------- |
| 1978     | AABA | Indiana Wizards | 0 | 8 | 0,0 | 4º          |          |